# Chromalizus subfragrans
Chromalizus subfragrans là một loài bọ cánh cứng trong họ Cerambycidae.